# Pszów
Pszów (udtale: [pʂuf], tysk: Pschow)  er en by i den   sydøstlige  del af  voivodskabet Schlesien i  det sydlige Polen. Byen   har 13.295(2021) indbyggere og et areal på 20,42 km², og er en del af powiatet Wodzisław. Den ligger  på Rybnik Plateauet (Płaskowyż Rybnicki), i umiddelbar nærhed af  byer som Rybnik, Wodzisław Śląski, Racibórz, Radlin, Rydułtowy, Jastrzębie-Zdrój og Żory.

## Historie
Første omtale af Pszów stammer fra 1265, hvor den,  dengang under navnet Psov, blev tildelt Magdeburg-rettigheder. Den første trækirke blev bygget i byen i 1293. Gennem århundrederne delte Pszów skæbne med Øvre Schlesien, der hørte  under Kongeriget Polen, Kongeriget Bøhmen, Det habsburgske monarki, Kongeriget Preussen og Det tyske Rige. Efter de schlesiske opstande blev Pszów i 1922 en del af Anden polske republik. Den blev indlemmet som en by i 1954 og er nu en del af Rybnik-kulområdet (en). Kulminen Rydułtowy-Anna ligger på Pszóws og Rydułtowys territorium.